# Паудорф
Паудорф (нем. Paudorf) — ярмарочная коммуна (Marktgemeinde) в Австрии, в федеральной земле Нижняя Австрия.
Входит в состав округа Кремс. Население — около 2,6 тыс. человек. Занимает площадь 30,09 км². Официальный код — 31333.

## Политическая ситуация
Бургомистр коммуны — Леопольд Прохаска (СДПА) по результатам выборов 2005 года.
Совет представителей коммуны (нем. Gemeinderat) состоит из 21 места.
- СДПА занимает 13 мест.
- АНП занимает 8 мест.